# Лакруа, Себастиан
Себастиан Лакруа (фр. Sebastien Lacroix; 1768 — 13 апреля 1794) — пылкий демагог, комиссар Парижской коммуны по делам продовольствия, затем один из самых жестоких членов Революционного трибунала.
Был казнён 13 апреля 1794, как один из эбертистов.